# Hedersleben (Eisleben)
Hedersleben è una frazione del comune tedesco di Lutherstadt Eisleben, nel land della Sassonia-Anhalt.
Fino al 31 dicembre 2009 ha costituito un comune autonomo.